# غور قلعة (فولاد لوي الجنوبي)
غور قلعة (بالفارسية: گورقلعه) هي قرية تقع في إيران في قسم فولاد لوي الجنوبی الريفي. يقدر عدد سكانها بـ 296 نسمة بحسب إحصاء 2016.